# Youngs Cay
Youngs Cay är en ö i Belize.   Den ligger i distriktet Corozal, i den nordöstra delen av landet, 120 km nordost om huvudstaden Belmopan.
I omgivningarna runt Youngs Cay växer i huvudsak städsegrön lövskog. Runt Youngs Cay är det glesbefolkat, med 18 invånare per kvadratkilometer.